# Anthrax pelopeius
Anthrax pelopeius är en tvåvingeart som beskrevs av Francois 1966. Anthrax pelopeius ingår i släktet Anthrax och familjen svävflugor. Inga underarter finns listade i Catalogue of Life.